# Brătilești
Brătilești – wieś w Rumunii, w okręgu Buzău, w gminie Brăești. W 2011 roku liczyła  438 mieszkańców.